# Presa de Tabqa
La presa de Tabqa (en árabe سد الطبقة), también conocida como presa de al-Thawra (en árabe سد الثورة, literalmente «presa de la revolución») o presa del Eúfrates, es una obra de ingeniería hidráulica construida en el río Éufrates, situada 40 kilómetros río arriba de la ciudad de Raqa y muy cerca de la ciudad de al-Thawrah, a la que debe su nombre, ambas en la Gobernación de Al Raqa, Siria. Con una altura de 60 metros y una longitud de 4,5 km, es la mayor presa de Siria. Su construcción condujo a la formación del lago Asad, la mayor reserva de agua dulce del país.

## Historia
La construcción tuvo lugar entre 1968 y 1973 y contó con la colaboración de la Unión Soviética. Al mismo tiempo que el desarrollo de las obras tuvo lugar un proyecto arqueológico con implicación de múltiples países para excavar y documentar los restos arqueológicos de las zonas que tiempo después quedaron inundadas tras la terminación de la presa. El descenso en el caudal del Éufrates que tuvo lugar en 1974 para comenzar a embalsar agua desencadenó una crisis entre Siria e Irak que se pudo zanjar tras la mediación de Arabia Saudí y la Unión Soviética. El propósito original de la presa fue generar energía hidroeléctrica e irrigar campos de cultivo a ambos márgenes del Éufrates. Sin embargo el resultado final no pudo aprovechar todo el potencial en ninguno de los dos objetivos.

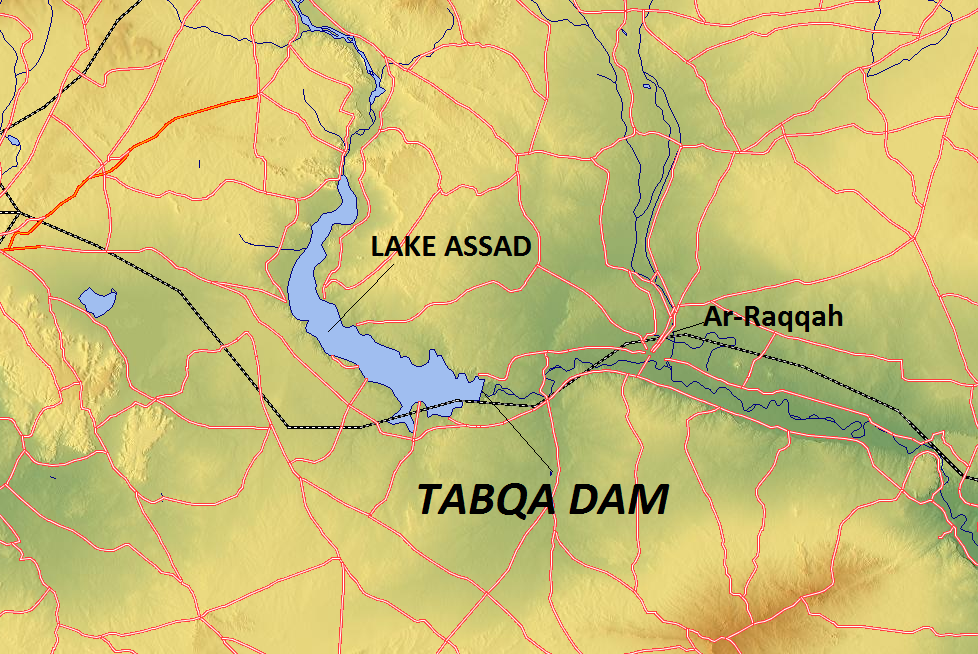
Localización de la presa, que forma el Lago Asad.

### Guerra civil
El 11 de febrero de 2013, la presa cayó en manos de rebeldes islamistas, entre los que se encontraba el futuro Dáesh, que ahora mantiene en su poder. A fines de marzo de 2017 se produjeron una serie de enfrentamientos entre Dáesh y las Fuerzas Democráticas Sirias (FDS) por el control de la presa, y los kurdos hicieron con ella el 10 de mayo de 2017 junto con la ciudad de Tabqa. Por el acuerdo entre las FDS y el gobierno sirio para detener la invasión turca, el ejército sirio asumió el control de esta represa el 14 de octubre de 2019.